# Tetragnatha nigrigularis
Tetragnatha nigrigularis là một loài nhện trong họ Tetragnathidae.
Loài này thuộc chi Tetragnatha. Tetragnatha nigrigularis được Eugène Simon miêu tả năm 1898.